# Magdeburg-Eichenweiler
Magdeburg-Eichenweiler – przystanek kolejowy w Magdeburgu, w kraju związkowym Saksonia-Anhalt, w Niemczech. Posiada 1 peron.